# تفجير مقديشو في فبراير 2017
في 19 فبراير 2017 قُتل ما لا يقل عن 39 شخصًا عقب انفجار سيارة مفخخة بالقرب من سوق ودجير في حي المدينة بالعاصمة الصومالية مقديشو، وأُصيب ما لا يقل عن 50 اخرين. ولم تعلن أي جهة مسؤوليتها عن الحادث؛ وكرد فعل على الحادث عرض الرئيس الصومالي محمد عبد الله فرماجو مكافأة قدرها 100 ألف دولار مقابل أي معلومات تؤدي إلى اعتقال المخططين للتفجير الانتحاري. 

## ردود الفعل
- الأمم المتحدة - أعرب أعضاء مجلس الأمن الدولي التابع للأمم المتحدة عن عميق تعاطفهم وتعازيهم لأسر الضحايا والشعب الصومالي والحكومة الصومالية، كما تمنى المجلس الشفاء العاجل للمصابين.[5]